# Кэмпбелл, Александр (проповедник)
Александр (Алекса́ндер) Кэ́мпбелл (12 сентября 1788, недалеко от Баллимина, Северная Ирландия — 4 марта 1866, Бетани, Западная Виргиния) — шотландско-ирландский иммигрант в США, ставший рукоположённым священником в США и присоединившийся к своему отцу, Томасу Кемпбеллу как лидер реформ, исторически известных как «Движение восстановления», или как «Движение Стоуна — Кэмпбелла». Это привело к развитию неденоминационных христианских церквей, в которых подчеркивалась опора на Священные Писания и некоторые другие основы. Кэмпбелл находился под влиянием аналогичных течений в Шотландии, в частности, Джеймса и Роберта Холдейнов, которые подчеркивали свою интерпретацию христианства в Новом Завете. В 1832 году группа реформаторов во главе с Кэмпбеллами объединилась с аналогичным движением, которое началось под руководством Бартона У. Стоуна в Кентукки. Их общины называли себя «ученики Христа» или «христианские церкви».
Несколько церковных групп имеют исторические связи с течением Кэмпбеллов. Три основные группы — это Церкви Христа, Христианская Церковь (Ученики Христа) и независимые «Христианские церкви» или «Церкви Христа». Кроме того, есть Международные Церкви Христа (ICOC), Международная христианская церковь, Церкви Христа в Австралии, Церкви Христа в Европе и Евангелическая христианская церковь в Канаде.
Писатель. Основатель Колледжа в Бетани.